# Élections cantonales de 1967 en Ille-et-Vilaine
Les élections cantonales se sont déroulées les 24 septembre et 1er octobre 1967.
Avant et après les élections, le conseil départemental d'Ille-et-Vilaine est présidé par Henri Fréville, membre du Centre démocrate.
Il comprend 43 conseillers généraux issus des 43 cantons d'Ille-et-Vilaine.

## Contexte départemental

### Assemblée départementale sortante
| Parti                                              | Sigle | Élus |
| -------------------------------------------------- | ----- | ---- |
| Majorité (38 sièges)                               |       |      |
| Centre démocrate                                   | CD    | 16   |
| Union des démocrates pour la République            | UDR   | 8    |
| Centre national des indépendants et paysans        | CNIP  | 6    |
| Divers droite                                      | Mod   | 6    |
| Fédération nationale des républicains indépendants | RI    | 2    |
| Minorité (5 sièges)                                |       |      |
| Centre gauche                                      | CG    | 3    |
| Parti radical                                      | Rad   | 2    |
| Président du conseil général                       |       |      |
| Henri Fréville (CD)                                |       |      |

## Résultats à l'échelle du département

### Résultats en nombre de sièges
| Parti                                   | Sièges mis en jeu | Élus | Évolution |
| --------------------------------------- | ----------------- | ---- | --------- |
| Centre démocrate                        | 6                 | 5    | -1        |
| Union des démocrates pour la République | 5                 | 5    | -         |
| Modéré pro-majorité UDR                 | 5                 | 7    | +2        |
| Centre gauche                           | 2                 | 1    | -1        |
| Modéré d'opposition                     | 1                 | 2    | +1        |
| Extrême droite                          | 1                 | 1    | -         |
| FGDS-Parti radical                      | 1                 | 0    | -1        |

### Assemblée départementale à l'issue des élections
| Parti                                              | Sigle | Élus |
| -------------------------------------------------- | ----- | ---- |
| Majorité (39 sièges)                               |       |      |
| Centre démocrate                                   | CD    | 17   |
| Union des démocrates pour la République            | UDR   | 8    |
| Centre national des indépendants et paysans        | CNIP  | 6    |
| Divers droite                                      | Mod   | 6    |
| Fédération nationale des républicains indépendants | RI    | 2    |
| Minorité (4 sièges)                                |       |      |
| Centre gauche                                      | CG    | 3    |
| Parti radical                                      | Rad   | 1    |
| Président du conseil général                       |       |      |
| Henri Fréville (CD)                                |       |      |

## Arrondissement de Rennes

### Canton de Rennes-Nord-Ouest
- Conseiller sortant : Georges Brand (CD), élu depuis octobre 1963.

Jean-Paul Chasseboeuf (MRP) élu en 1961 est décédé en 1963.
| Candidat | Candidat        | Étiquette | Premier tour | Premier tour | Second tour | Second tour |
| Candidat | Candidat        | Étiquette | Voix         | %            | Voix        | %           |
| -------- | --------------- | --------- | ------------ | ------------ | ----------- | ----------- |
|          | Georges Brand * | CD        | 5 527        | 62,34        | 6 248       | 65,39       |
|          | Charles Foulon  | PSU       | 1 948        | 22,08        | 3 302       | 34,56       |
|          | Yves Brault     | PCF       | 1 349        | 15,29        |             |             |
|          |                 |           |              |              |             |             |
| Inscrits | Inscrits        | Inscrits  | 22 650       | 100,00       | 22 650      | 100,00      |
| Votants  | Votants         | Votants   | 8 987        | 39,68        | 9 710       | 42,87       |
| Exprimés | Exprimés        | Exprimés  | 8 824        | 98,19        | 9 555       | 98,40       |

### Canton de Rennes-Sud-Ouest
- Conseiller sortant : Francis Joly (UDR), élu depuis 1949.

| Candidat | Candidat        | Étiquette | Premier tour | Premier tour | Second tour | Second tour |
| Candidat | Candidat        | Étiquette | Voix         | %            | Voix        | %           |
| -------- | --------------- | --------- | ------------ | ------------ | ----------- | ----------- |
|          | Francis Joly *  | UDR       | 4 793        | 51,51        | 6 365       | 69,14       |
|          | Albert Loisel   | CD        | 1 533        | 16,48        |             |             |
|          | Marcel Dubois   | PCF       | 1 502        | 16,14        | 2 837       | 30,82       |
|          | Charles Lecomte | FGDS-SFIO | 1 477        | 15,87        |             |             |
|          |                 |           |              |              |             |             |
| Inscrits | Inscrits        | Inscrits  | 20 771       | 100,00       | 20 771      | 100,00      |
| Votants  | Votants         | Votants   | 9 440        | 45,45        | 9 448       | 45,49       |
| Exprimés | Exprimés        | Exprimés  | 9 305        | 98,57        | 9 206       | 97,44       |

### Canton de Hédé
- Conseiller sortant : Jean Rozé (Mod maj.), élu depuis 1961.

| Candidat | Candidat               | Étiquette | Premier tour | Premier tour |
| Candidat | Candidat               | Étiquette | Voix         | %            |
| -------- | ---------------------- | --------- | ------------ | ------------ |
|          | Jean Rozé *            | Mod maj.  | 1 766        | 59,30        |
|          | Pierre Ory             | app UDR   | 849          | 28,35        |
|          | Albert Chesnot         | PCF       | 227          | 7,58         |
|          | Jean-Pierre Planckaert | FGDS-SFIO | 153          | 5,11         |
|          |                        |           |              |              |
| Inscrits | Inscrits               | Inscrits  | 4 682        | 100,00       |
| Votants  | Votants                | Votants   | 3 054        | 65,23        |
| Exprimés | Exprimés               | Exprimés  | 2 995        | 98,07        |

### Canton de Liffré
- Conseiller sortant : Jean Pavy (fils) (UDR), élu depuis 1965.

Jean Vincent (UDR) élu en 1961 est décédé en 1965.
| Candidat | Candidat           | Étiquette | Premier tour | Premier tour | Second tour | Second tour |
| Candidat | Candidat           | Étiquette | Voix         | %            | Voix        | %           |
| -------- | ------------------ | --------- | ------------ | ------------ | ----------- | ----------- |
|          | Jean Pavy (fils)*  | UDR       | 1 768        | 44,12        | 2 247       | 55,70       |
|          | Jean-Marie Vincent | Mod maj.  | 1 343        | 33,52        | 1 575       | 39,04       |
|          | André Louazel      | CG        | 737          | 18,39        |             |             |
|          | Joseph Thomas      | PCF       | 159          | 3,97         | 212         | 5,26        |
|          |                    |           |              |              |             |             |
| Inscrits | Inscrits           | Inscrits  | 5 086        | 100,00       | 5 086       | 100,00      |
| Votants  | Votants            | Votants   | 4 042        | 79,47        | 4 114       | 80,89       |
| Exprimés | Exprimés           | Exprimés  | 4 007        | 99,13        | 4 034       | 98,06       |

### Canton de Saint-Aubin-d'Aubigné
- Conseiller sortant : Amand Brionne (DVG ex Rad), élu depuis 1950.

| Candidat | Candidat        | Étiquette  | Premier tour | Premier tour |
| Candidat | Candidat        | Étiquette  | Voix         | %            |
| -------- | --------------- | ---------- | ------------ | ------------ |
|          | Amand Brionne * | DVG ex Rad | 3 894        | 85,28        |
|          | Yvon Pichavant  | PCF        | 668          | 14,72        |
|          |                 |            |              |              |
| Inscrits | Inscrits        | Inscrits   | 7 547        | 100,00       |
| Votants  | Votants         | Votants    | 4 750        | 62,94        |
| Exprimés | Exprimés        | Exprimés   | 4 566        | 96,13        |

## Arrondissement de Saint-Malo

### Canton de Saint-Servan-sur-Mer
- Conseiller sortant : Lucien Huet (UDR), élu depuis 1961, ne se représente pas.

| Candidat | Candidat        | Étiquette | Premier tour | Premier tour |
| Candidat | Candidat        | Étiquette | Voix         | %            |
| -------- | --------------- | --------- | ------------ | ------------ |
|          | Marcel Planchet | Mod maj.  | 5 324        | 85,75        |
|          | Jean Lemaître   | PCF       | 885          | 14,25        |
|          |                 |           |              |              |
| Inscrits | Inscrits        | Inscrits  | 9 906        | 100,00       |
| Votants  | Votants         | Votants   | 6 563        | 66,25        |
| Exprimés | Exprimés        | Exprimés  | 6 209        | 94,61        |

### Canton de Cancale
- Conseiller sortant : Olivier Biard (UDR), élu depuis 1949.

| Candidat | Candidat        | Étiquette | Premier tour | Premier tour |
| Candidat | Candidat        | Étiquette | Voix         | %            |
| -------- | --------------- | --------- | ------------ | ------------ |
|          | Olivier Biard * | UDR       | 4 003        | 87,31        |
|          | Pierre Henry    | PCF       | 582          | 12,69        |
|          |                 |           |              |              |
| Inscrits | Inscrits        | Inscrits  | 8 034        | 100,00       |
| Votants  | Votants         | Votants   | 4 754        | 59,17        |
| Exprimés | Exprimés        | Exprimés  | 4 585        | 96,45        |

### Canton de Combourg
- Conseiller sortant : Abel Bourgeois (FGDS-Rad-soc), élu depuis 1955.

| Candidat | Candidat         | Étiquette    | Premier tour | Premier tour | Second tour | Second tour |
| Candidat | Candidat         | Étiquette    | Voix         | %            | Voix        | %           |
| -------- | ---------------- | ------------ | ------------ | ------------ | ----------- | ----------- |
|          | André Belliard   | Mod maj.     | 2 623        | 47,13        | 3 094       | 51,26       |
|          | Abel Bourgeois * | FGDS-Rad-soc | 2 383        | 42,81        | 2 942       | 48,74       |
|          | Émile Lohat      | PCF          | 560          | 10,06        |             |             |
|          |                  |              |              |              |             |             |
| Inscrits | Inscrits         | Inscrits     | 7 533        | 100,00       | 7 533       | 100,00      |
| Votants  | Votants          | Votants      | 5 619        | 74,59        | 6 087       | 80,81       |
| Exprimés | Exprimés         | Exprimés     | 5 566        | 99,06        | 6 036       | 99,16       |

### Canton de Pleine-Fougères
- Conseiller sortant : Jean-Marie Gallon (UDR), élu depuis 1953.

| Candidat | Candidat            | Étiquette | Premier tour | Premier tour |
| Candidat | Candidat            | Étiquette | Voix         | %            |
| -------- | ------------------- | --------- | ------------ | ------------ |
|          | Jean-Marie Gallon * | UDR       | 2 109        | 51,03        |
|          | Albert Dory         | PSU       | 1 491        | 36,08        |
|          | Paul Le Bihan       | PCF       | 530          | 12,82        |
|          |                     |           |              |              |
| Inscrits | Inscrits            | Inscrits  | 5 739        | 100,00       |
| Votants  | Votants             | Votants   | 4 201        | 73,20        |
| Exprimés | Exprimés            | Exprimés  | 4 133        | 98,36        |

## Arrondissement de Fougères

### Canton de Fougères-Sud
- Conseiller sortant : Jean Le Lann (CD), élu depuis 1961.

| Candidat | Candidat             | Étiquette | Premier tour | Premier tour |
| Candidat | Candidat             | Étiquette | Voix         | %            |
| -------- | -------------------- | --------- | ------------ | ------------ |
|          | Jean Le Lann *       | CD        | 4 611        | 84,92        |
|          | Jean-Claude Guillerm | PCF       | 819          | 15,08        |
|          |                      |           |              |              |
| Inscrits | Inscrits             | Inscrits  | 10 363       | 100,00       |
| Votants  | Votants              | Votants   | 5 706        | 55,06        |
| Exprimés | Exprimés             | Exprimés  | 5 430        | 95,16        |

### Canton de Louvigné-du-Désert
- Conseiller sortant : René de Montigny (CD), élu depuis 1955.

| Candidat | Candidat           | Étiquette | Premier tour | Premier tour |
| Candidat | Candidat           | Étiquette | Voix         | %            |
| -------- | ------------------ | --------- | ------------ | ------------ |
|          | René de Montigny * | CD        | 4 106        | 94,98        |
|          | Félix Bodenan      | PCF       | 217          | 5,02         |
|          |                    |           |              |              |
| Inscrits | Inscrits           | Inscrits  | 6 520        | 100,00       |
| Votants  | Votants            | Votants   | 4 495        | 68,94        |
| Exprimés | Exprimés           | Exprimés  | 4 323        | 96,17        |

### Canton de Saint-Brice-en-Coglès
- Conseiller sortant : Joseph Tronchot (CD), élu depuis 1945.

| Candidat | Candidat          | Étiquette | Premier tour | Premier tour |
| Candidat | Candidat          | Étiquette | Voix         | %            |
| -------- | ----------------- | --------- | ------------ | ------------ |
|          | Joseph Tronchot * | CD        | 4 270        | 87,75        |
|          | Gaston Mentec     | PCF       | 596          | 12,25        |
|          |                   |           |              |              |
| Inscrits | Inscrits          | Inscrits  | 6 884        | 100,00       |
| Votants  | Votants           | Votants   | 5 063        | 73,55        |
| Exprimés | Exprimés          | Exprimés  | 4 866        | 96,11        |

## Arrondissement de Vitré

### Canton de Vitré-Ouest
- Conseiller sortant : Louis Pasquet (CD), élu depuis 1961.

| Candidat | Candidat        | Étiquette | Premier tour | Premier tour |
| Candidat | Candidat        | Étiquette | Voix         | %            |
| -------- | --------------- | --------- | ------------ | ------------ |
|          | Louis Pasquet * | CD        | 2 563        | 54,27        |
|          | Henri Morand    | CNIP      | 2 017        | 42,71        |
|          | Marcel Monier   | PCF       | 143          | 3,03         |
|          |                 |           |              |              |
| Inscrits | Inscrits        | Inscrits  | 6 273        | 100,00       |
| Votants  | Votants         | Votants   | 4 896        | 78,05        |
| Exprimés | Exprimés        | Exprimés  | 4 723        | 96,47        |

### Canton de Châteaubourg
- Conseiller sortant : Charles Martin (Mod maj.), élu depuis 1963.

Félix Bobille (CNIP), élu depuis 1934 est décédé en 1963.
| Candidat | Candidat         | Étiquette | Premier tour | Premier tour | Second tour | Second tour |
| Candidat | Candidat         | Étiquette | Voix         | %            | Voix        | %           |
| -------- | ---------------- | --------- | ------------ | ------------ | ----------- | ----------- |
|          | Charles Martin * | Mod maj.  | 1 461        | 49,29        | 1 422       | 46,90       |
|          | André David      | Mod maj.  | 1 405        | 47,40        | 1 609       | 53,07       |
|          | Gaston Besson    | PCF       | 78           | 2,63         |             |             |
|          |                  |           |              |              |             |             |
| Inscrits | Inscrits         | Inscrits  | 3 810        | 100,00       | 3 810       | 100,00      |
| Votants  | Votants          | Votants   | 3 030        | 79,53        | 3 083       | 80,92       |
| Exprimés | Exprimés         | Exprimés  | 2 964        | 97,82        | 3 032       | 98,35       |

### Canton de Retiers
- Conseiller sortant : Joseph Egu (Mod maj.), élu depuis 1945.

| Candidat | Candidat       | Étiquette | Premier tour | Premier tour |
| Candidat | Candidat       | Étiquette | Voix         | %            |
| -------- | -------------- | --------- | ------------ | ------------ |
|          | Joseph Egu *   | Mod maj.  | 4 434        | 93,11        |
|          | André Louineau | PCF       | 328          | 6,89         |
|          |                |           |              |              |
| Inscrits | Inscrits       | Inscrits  | 7 485        | 100,00       |
| Votants  | Votants        | Votants   | 4 853        | 64,84        |
| Exprimés | Exprimés       | Exprimés  | 4 762        | 98,13        |

## Arrondissement de Redon

### Canton de Bain-de-Bretagne
- Conseiller sortant : Constant Hubert (Mod maj), élu depuis 1954.

| Candidat | Candidat                 | Étiquette | Premier tour | Premier tour |
| Candidat | Candidat                 | Étiquette | Voix         | %            |
| -------- | ------------------------ | --------- | ------------ | ------------ |
|          | Constant Hubert (fils) * | Mod maj   | 2 788        | 51,20        |
|          | Léon Gendrot             | CG        | 1 729        | 31,75        |
|          | Louis Coudrais           | CD        | 658          | 12,09        |
|          | Charles Bailly           | PCF       | 270          | 4,96         |
|          |                          |           |              |              |
| Inscrits | Inscrits                 | Inscrits  | 8 173        | 100,00       |
| Votants  | Votants                  | Votants   | 5 568        | 68,13        |
| Exprimés | Exprimés                 | Exprimés  | 5 445        | 97,79        |

### Canton de Grand-Fougeray
- Conseiller sortant : Charles Chupin (Ext Dr.), élu depuis 1945.

| Candidat | Candidat         | Étiquette | Premier tour | Premier tour |
| Candidat | Candidat         | Étiquette | Voix         | %            |
| -------- | ---------------- | --------- | ------------ | ------------ |
|          | Charles Chupin * | Ext Dr.   | 2 036        | 93,40        |
|          | Jean Dreux       | PCF       | 144          | 6,61         |
|          |                  |           |              |              |
| Inscrits | Inscrits         | Inscrits  | 3 065        | 100,00       |
| Votants  | Votants          | Votants   | 2 254        | 73,54        |
| Exprimés | Exprimés         | Exprimés  | 2 180        | 96,72        |

### Canton de Pipriac
- Conseiller sortant : Roger de Poulpiquet du Halgouët (UDR), élu depuis 1954.

| Candidat | Candidat                          | Étiquette | Premier tour | Premier tour |
| Candidat | Candidat                          | Étiquette | Voix         | %            |
| -------- | --------------------------------- | --------- | ------------ | ------------ |
|          | Roger de Poulpiquet du Halgouët * | UDR       | 4 455        | 95,87        |
|          | Guy Bisson                        | PCF       | 192          | 4,13         |
|          |                                   |           |              |              |
| Inscrits | Inscrits                          | Inscrits  | 7 204        | 100,00       |
| Votants  | Votants                           | Votants   | 4 725        | 65,59        |
| Exprimés | Exprimés                          | Exprimés  | 4 647        | 98,35        |

### Canton du Sel-de-Bretagne
- Conseiller sortant : André Hupel (Mod maj.), élu depuis 1961.

| Candidat | Candidat            | Étiquette | Premier tour | Premier tour |
| Candidat | Candidat            | Étiquette | Voix         | %            |
| -------- | ------------------- | --------- | ------------ | ------------ |
|          | André Hupel *       | Mod maj.  | 1 515        | 78,82        |
|          | Joseph Gautier      | DVG       | 246          | 12,80        |
|          | Jean-Claude Gouin   | PCF       | 83           | 4,32         |
|          | Pierre-Jean Lambert | FGDS-SFIO | 78           | 4,06         |
|          |                     |           |              |              |
| Inscrits | Inscrits            | Inscrits  | 2 863        | 100,00       |
| Votants  | Votants             | Votants   | 2 003        | 69,96        |
| Exprimés | Exprimés            | Exprimés  | 1 922        | 95,96        |

## Ancien arrondissement de Montfort-sur-Meu

### Canton de Bécherel
- Conseiller sortant : Louis de La Forest (Mod opp.), élu depuis 1949.

| Candidat | Candidat             | Étiquette | Premier tour | Premier tour |
| Candidat | Candidat             | Étiquette | Voix         | %            |
| -------- | -------------------- | --------- | ------------ | ------------ |
|          | Louis de La Forest * | Mod opp.  | 2 954        | 92,28        |
|          | André Defrance       | PCF       | 247          | 7,72         |
|          |                      |           |              |              |
| Inscrits | Inscrits             | Inscrits  | 4 481        | 100,00       |
| Votants  | Votants              | Votants   | 3 275        | 73,09        |
| Exprimés | Exprimés             | Exprimés  | 3 201        | 97,74        |

### Canton de Plélan-le-Grand
- Conseiller sortant : Emmanuel Chalmet (DVG), élu depuis 1961.

| Candidat | Candidat                   | Étiquette | Premier tour | Premier tour |
| Candidat | Candidat                   | Étiquette | Voix         | %            |
| -------- | -------------------------- | --------- | ------------ | ------------ |
|          | Pierre de Rémond du Chelas | Mod maj.  | 2 172        | 54,02        |
|          | Emmanuel Chalmet *         | DVG       | 1 490        | 37,06        |
|          | Mme Le Calvez              | PCF       | 359          | 8,93         |
|          |                            |           |              |              |
| Inscrits | Inscrits                   | Inscrits  | 6 015        | 100,00       |
| Votants  | Votants                    | Votants   | 4 084        | 67,90        |
| Exprimés | Exprimés                   | Exprimés  | 4 021        | 98,46        |